# 6982 Cesarchavez
6982 Cesarchavez è un asteroide della fascia principale. Scoperto nel 1993, presenta un'orbita caratterizzata da un semiasse maggiore pari a 2,6423816 au e da un'eccentricità di 0,1822915, inclinata di 12,53985° rispetto all'eclittica.